# 忍海郡
- 令制国一覧 > 畿内 > 大和国 > 忍海郡
- 日本 > 近畿地方 > 奈良県 > 忍海郡

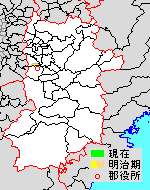
奈良県忍海郡の範囲

忍海郡（おしみぐん・おしのみのこおり）は、奈良県（大和国）にあった郡。

## 郡域
1880年（明治13年）に行政区画として発足した当時の郡域は、下記の区域にあたる。
- 御所市の一部（東辻・北十三・柳原・出屋敷・今城・小林[1]）
- 葛城市の一部（忍海・新町・南花内・薑・林堂・西辻・山田・平岡・山口・笛吹・脇田・梅室）

## 歴史

### 古代

#### 郷
『和名類聚抄』に記される郡内の郷。
- 津積
- 園人
- 中村
- 栗栖

また、和名類聚抄には忍海郡に「於之乃美（おしのみ）」と訓が振られている。

#### 式内社
『延喜式』神名帳に記される郡内の式内社。
| 神名帳                     | 神名帳          | 神名帳   | 神名帳         | 比定社                 | 比定社           | 比定社 | 集成 |
| 社名                       | 読み            | 格       | 付記           | 社名                   | 所在地           | 備考   | 集成 |
| -------------------------- | --------------- | -------- | -------------- | ---------------------- | ---------------- | ------ | ---- |
| 忍海郡 3座（大2座・小1座） |                 |          |                |                        |                  |        |      |
| 為志神社                   | イシノ ヰ-      | 小       |                | （合祀）葛木坐火雷神社 | 奈良県葛城市笛吹 |        |      |
| 為志神社                   | イシノ ヰ-      | 小       | （参）為志神社 | 奈良県葛城市林堂       |                  |        |      |
| 葛木坐火雷神社 二座        | -ホノイカツチノ | 並名神大 | 月次相嘗新嘗   | 葛木坐火雷神社         | 奈良県葛城市笛吹 |        |      |
| 凡例を表示                 |                 |          |                |                        |                  |        |      |

### 近世
「旧高旧領取調帳」に記載されている明治初年時点での支配は以下の通り。幕府領は奈良奉行が管轄。○は村内に寺社除地が存在。（18村）
| 知行   | 知行       | 村数 | 村名                                                                                                  |
| ------ | ---------- | ---- | --- |
| 幕府領 | 幕府領     | 7村  | 忍海村、西辻村、脇田村、南花内村、○山田村、薑村、○林堂村                                              |
| 藩領   | 大和櫛羅藩 | 11村 | ○笛吹村、小林村、馬場村、○梅室村、北十三村、○今城村、○東辻村、新村、柳原村、出屋敷村、○平岡村、山口村 |

### 近代
- 慶応4年
  - 2月5日（1868年2月27日）[6] - 幕府領が奈良府の管轄となる。
  - 7月29日（1868年9月15日） - 奈良府が改称して奈良県（第1次）となる。
- 明治4年
  - 7月14日（1871年8月29日） - 廃藩置県により、藩領が櫛羅県の管轄となる。
  - 11月22日（1872年1月2日） - 第2次府県統合により、全域が奈良県の管轄となる。
- 明治初年（19村）
  - 南花内村の一部が分立して新町村となる。
  - 平岡村の一部が分立して寺口村となる。
  - 馬場村が笛吹村に合併。
- 明治9年（1876年）（17村）
  - 4月18日 - 第2次府県統合により堺県の管轄となる。
  - この年までに今城村・新村・出屋敷村が柳原村に合併。
- 明治13年（1880年）（15村）
  - 4月15日 - 郡区町村編制法の堺県での施行により、行政区画としての忍海郡が発足。葛上郡御所町に「御所郡役所」が設置され、同郡および高市郡・葛下郡とともに管轄したが、まもなく「高市葛上葛下忍海郡役所」に改称。
  - 小林村が葛上郡小林村に合併。
  - 寺口村が平岡村に合併。
- 明治14年（1881年）2月7日 - 大阪府の管轄となる。
- 明治20年（1887年）11月4日 - 奈良県（第2次）の管轄となる。

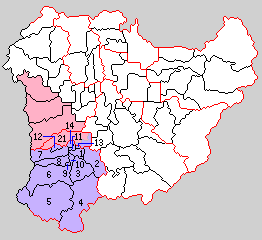
21.忍海村（紫：御所市 赤：葛城市 1 - 15は葛上郡）

- 明治22年（1889年）4月1日 - 町村制の施行により、郡内全15村の区域をもって忍海村が発足。（1村）
- 明治30年（1897年）4月1日 - 郡制の施行のため、葛上郡・忍海郡の区域をもって南葛城郡が発足。同日忍海郡廃止。

## 行政
御所郡長→堺県高市・葛上・葛下・忍海郡長
| 代 | 氏名 | 就任年月日                | 退任年月日               | 備考         |
| -- | ---- | ------------------------- | ------------------------ | ------------ |
| 1  |      | 明治13年（1880年）4月15日 |                          |              |
|    |      |                           | 明治14年（1881年）2月6日 | 大阪府に移管 |

大阪府高市・葛上・葛下・忍海郡長
| 代 | 氏名 | 就任年月日               | 退任年月日                | 備考         |
| -- | ---- | ------------------------ | ------------------------- | ------------ |
| 1  |      | 明治14年（1881年）2月7日 |                           |              |
|    |      |                          | 明治20年（1887年）11月3日 | 奈良県へ移管 |

奈良県高市・葛上・葛下・忍海郡長
| 代 | 氏名 | 就任年月日                | 退任年月日                | 備考                           |
| -- | ---- | ------------------------- | ------------------------- | ------------------------------ |
| 1  |      | 明治20年（1887年）11月4日 |                           |                                |
|    |      |                           | 明治30年（1897年）3月31日 | 葛上郡との合併により忍海郡廃止 |